# アレクサンドリア十字軍
アレクサンドリア十字軍（アレクサンドリアじゅうじぐん）は、1365年10月にエジプトのアレクサンドリアを短期間占領した十字軍。 アレクサンドリアの奪取(英語: Sack of Alexandria)とも呼ばれる。指導者はキプロス王ピエール1世で、ヴェネツィア共和国や聖ヨハネ騎士団の支援を受けていた。第10回十字軍と呼ばれることもあるが、以前の「聖地奪還」を目的とした十字軍と異なり、多分に経済的な動機によるものであった。

## 歴史
1362年から1365年にかけて、ピエール1世は十字軍遠征のために軍を集め、各国宮廷に金銭支援を打診してきた。エジプトのマムルーク朝がキプロス島遠征を計画していることを知ったピエール1世は、それまでトルコ人に対して用いて成功してきた先制攻撃戦略をエジプト方面にも用いることにした。ヴェネツィア共和国が海軍を提供し、十字軍戦士たちはロドス島に集結してロドス騎士団（聖ヨハネ騎士団）と合流した。
1365年10月、ピエール1世はロドス島を出発した。その船団は165隻を数えたが、それはヴェネツィアの政治的な影響力あってのものだった。10月9日、十字軍はアレクサンドリアに上陸し、3日間街を略奪し、数千人の住民を殺害し、5000人を奴隷とした。モスクや寺院、教会、図書館などもこの間に焼かれた。
しかし、マムルーク朝の本軍に対する防衛体制を築くことができないと判断した十字軍は、10月12日にアレクサンドリアから撤退した。ピエール1世としてはアレクサンドリアにとどまり、ここを今後のエジプトに対する十字軍の拠点としたかったのだが、大部分の家臣は略奪に満足してキプロスへの帰還を主張したのである。ピエール1世自身は最後までアレクサンドリアに残り、マムルーク兵が街に入ったのを見届けてから船に乗り込んだ。ヨーロッパの王侯は、アレクサンドリアの十字軍の中でただピエール1世だけが真の十字軍戦士だったと評した。

## 評価
オランダの歴史家ヨ・ファン・ステーンベルゲンは、アレクサンドリア十字軍は第一に経済的な動機のもとに行われたものだとしている。東地中海最大の貿易拠点アレクサンドリアを没落させることができれば、ピエール1世はキプロス島のファマグスタを中継貿易拠点として栄えさせることが期待できた。宗教的動機は二の次だった。
またファン・ステーンベルゲンによると、アル＝マクリーズィーら同時代のムスリム側の記録から、十字軍の優れた陽動戦術が浮かび上がる。アレクサンドリア守備隊は先に西側の海岸に上陸してきた十字軍部隊につきっきりで、十字軍の騎兵を含む「本軍」は他の場所から簡単に上陸し、墓地に潜むことができた。このため十字軍はアレクサンドリア守備隊を挟み撃ちにして混乱に陥れることができたのだという。